# Tomosvaryella deformis
Tomosvaryella deformis är en tvåvingeart som beskrevs av Hardy 1947. Tomosvaryella deformis ingår i släktet Tomosvaryella och familjen ögonflugor.
Artens utbredningsområde är Florida. Inga underarter finns listade i Catalogue of Life.